# Chỉ nam ngọc âm giải nghĩa
Chỉ nam ngọc âm giải nghĩa (Hán-Nôm: 指南玉音解義) là cuốn từ điển Hán-Nôm cổ nhất trong lịch sử tiếng Việt, được biên soạn vào năm Tân Tỵ giữa thế kỷ 15 và thế kỷ 18. Ba bản cổ nhất còn lại được lưu tại Viện Viễn Đông Bác cổ, Viện Nghiên cứu Hán Nôm, và Hiệp hội Châu Á; trong đó thì bản của Viện Nghiên cứu Hán Nôm được cho là bản cổ nhất còn bản của Hiệp hội Châu Á (1761) là bản mới nhất.

## Nội dung
Tác phẩm này mở đầu với hai lời tựa khác nhau: một bằng văn xuôi chữ Hán và bài tựa riêng bằng thơ Nôm. Theo tác giả, cuốn từ điển này giúp ích cho những người theo con đường khoa cử và cả những người muốn đọc các kinh sách nhà Phật. Lời tựa Nôm bắt đầu với câu lục bát, tiếp theo là bài song thất lục bát, và kết thúc với một bài thơ lục bát. Bài tựa đề cao chữ Nôm nước Đại Việt là chữ chính đáng của thánh hiền, đi ngược với quan điểm "chính thống" của triều đình vốn chú trọng đến chữ Nho. Trong khi đó bài tựa chữ Hán lại chú trọng đến chữ Nho và không nhắc gì đến chữ Nôm. Theo lời tựa này thì tác phẩm Chỉ nam ngọc âm giải nghĩa bổ nghĩa cho cuốn Chỉ nam phẩm vị (指南品彙) do Sĩ Nhiếp soạn thuở trước.
Chỉ nam ngọc âm giải nghĩa có tổng cộng 3.394 mục từ chữ Hán, mỗi mục có lời chua bằng chữ Nôm để làm sáng nghĩa. Theo Trần Xuân Ngọc Lan, 82% các chữ Nôm trong từ điển là chữ giả tá mượn âm, và 18% là chữ ghép.

## Tác giả và năm xuất bản
Việc minh định tác giả và năm trước tác của cuốn từ điển này đến nay vẫn chưa ngã ngũ vì nội dung sách không ghi rõ. Tựa sách thì ghi "niên thứ Tân Tị mạnh xuân cốc nhật" (年次辛巳孟春榖日). Hơn nữa mỗi bản đều ghi người soạn khác nhau. Bản của Hiệp hội Châu Á thì đề sách do "túc tăng Pháp Tính" soạn. Các học giả Nguyễn Tài Cẩn, Trần Văn Giáp và Đào Duy Anh thì cho rằng Pháp Tính là hoàng hậu Trịnh Thị Ngọc Trúc, con gái Chúa Trịnh Tráng. Trong khi đó Lê Văn Quán, Trần Xuân Ngọc Lan, và Nguyễn Đình Hòa thì khẳng định rằng soạn giả không thuộc nữ giới vì "tăng" phải là đàn ông xuất gia; "ni" mới là đàn bà. Bản của Hiệp hội Châu Á cũng ghi rõ sách in "hoàng triều Cảnh Hưng nhị thập nhị", chiếu theo tây lịch là năm 1761. Các bản kia đều không ghi chi tiết này. Keith W. Taylor thì cho rằng tựa sách và từ điển có thể do hai tác giả khác nhau; Taylor và Trần Xuân Ngọc Lan cũng chỉ ra rằng bản của Viện Nghiên cứu Hán Nôm không kèm danh hiệu "túc tăng" và có lẽ được xuất bản năm 1641. John D. Phan cũng đồng tình với năm 1641. Ngô Đức Thọ căn cứ trên một số chữ húy kỵ thì kết luận rằng sách được soạn năm 1401.